# Hafen von Saint-Gilles-les-Bains

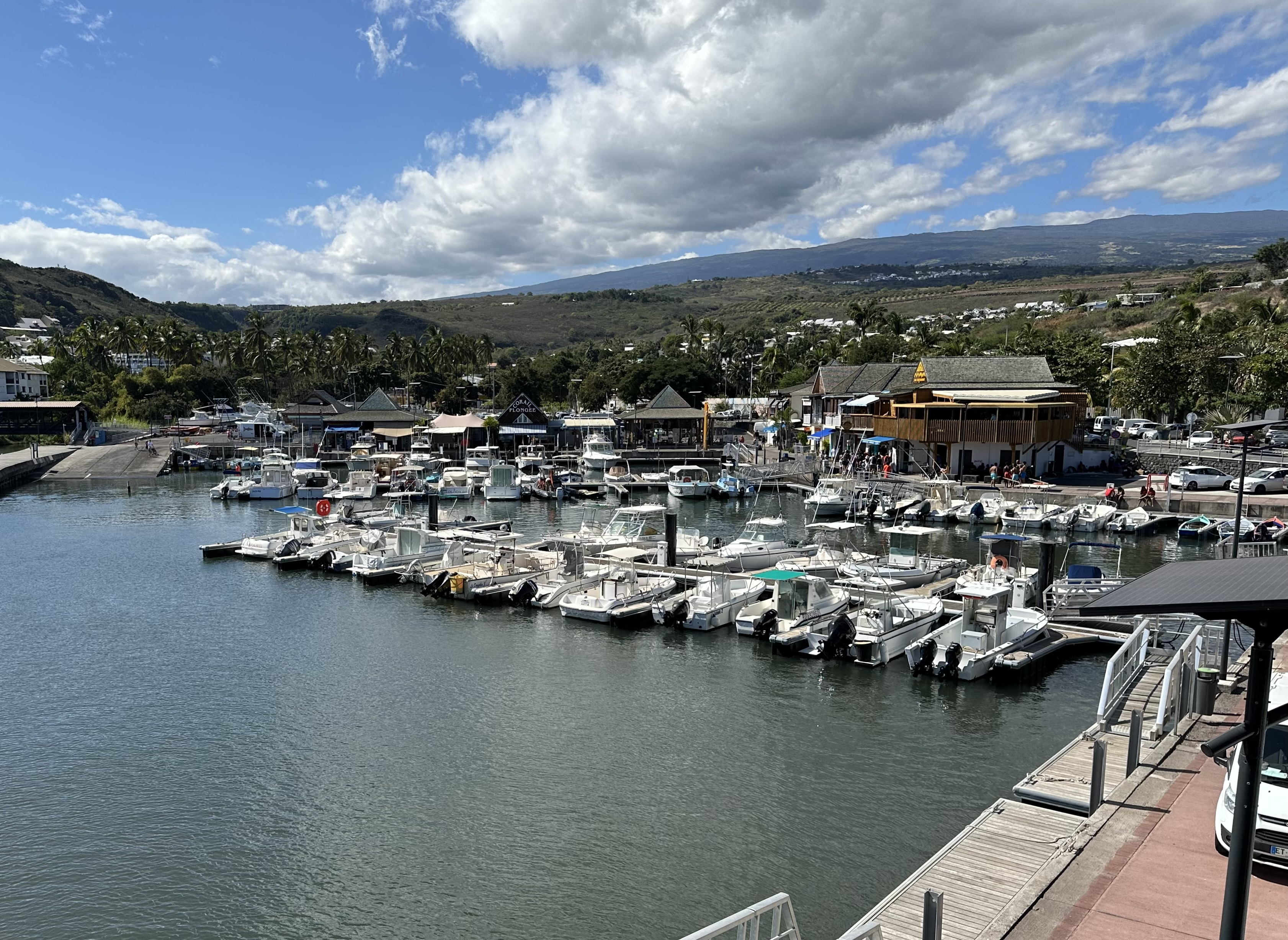
Hafen von Saint-Gilles-les-Bains, 2024

Der Hafen von Saint-Gilles-les-Bains (französisch Port de Saint-Gilles) ist ein Fischerei- und Yachthafen in Saint-Gilles-les-Bains auf Réunion am Indischen Ozean.

## Lage
Der Hafen befindet sich in der Mündung der Ravine Saint-Gilles, südlich des Strandes Roches Noires, südwestlich des Ortszentrums von Saint-Gilles-les-Bains.

## Geschichte und Anlage
Errichtet wurde der heutige Hafen im Jahr 1980. Er dient neben der Fischerei vor allem für Freizeitaktivitäten und verfügt über 350 Liegeplätze. Der Hafen ist Ausgangspunkt auch für Wal- bzw. Delfinbeobachtungstouren, Seekajakfahrten, Segelausflüge, Jetski, Hochseeangeln etc. Im Jahr 2000 wurde auf einer künstlichen Insel im Hafen das Aquarium de La Réunion eröffnet. Am Hafen befinden sich darüber hinaus auch Fischfachgeschäfte und Fischrestaurants.